# Камень Эзаны

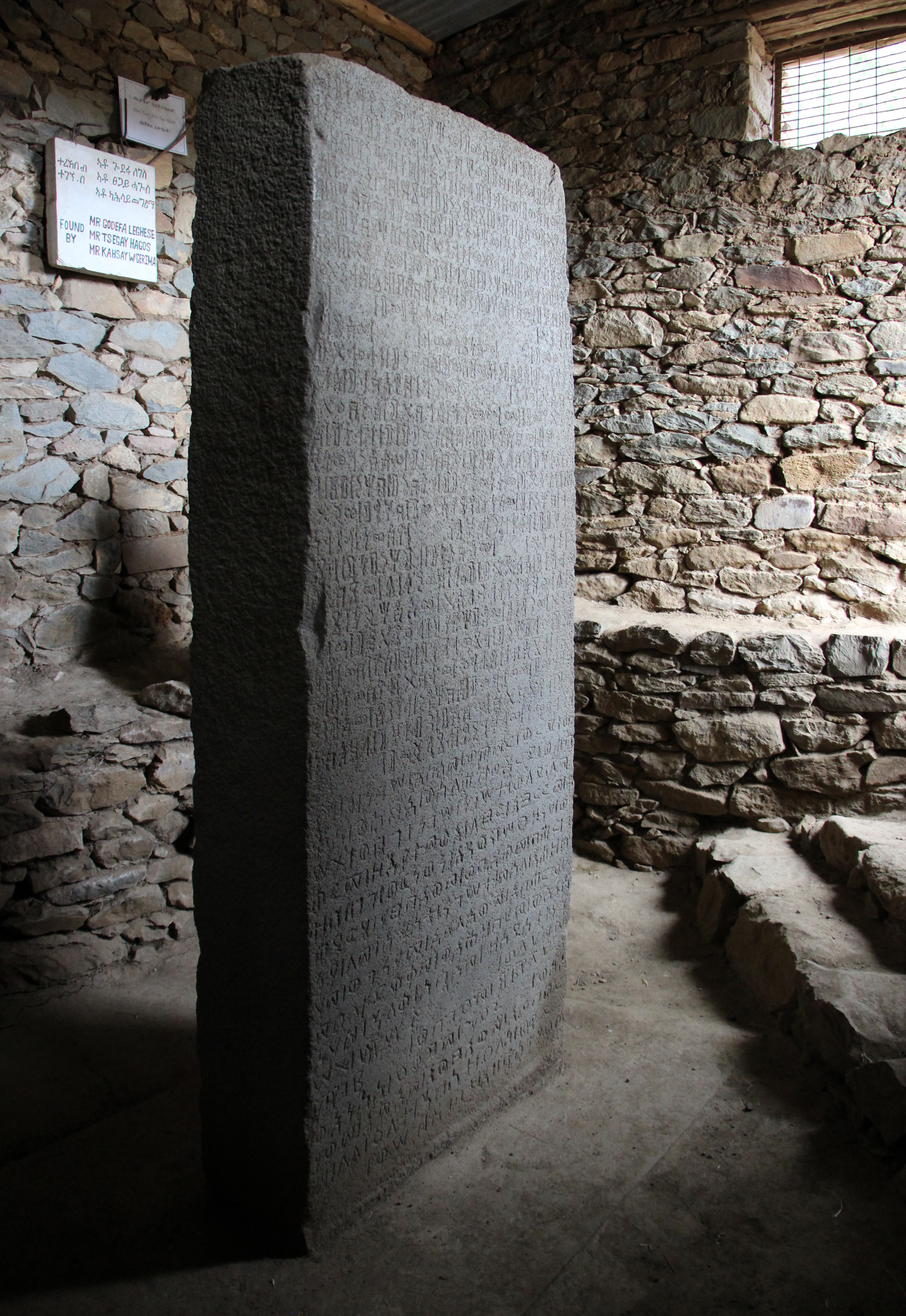
Надпись Эзаны на трёх языках, описывающая покорение им соседних народов.

Камень Эзаны — артефакт Аксумского царства. Этот каменный монумент является документальным свидетельством перехода царя Эзаны в христианство и подчинения ему различных соседних народов, в том числе Мероэ.
С 330 до 356 года нашей эры Аксумским царством правил Эзана. Он боролся против нубийцев и увековечил свои победы на каменном монументе с надписью на геэз (древний эритрейский / эфиопский язык), сабейском (южноаравийский) и греческом языках, в форме похвалы Бога за его победу. Его надписи в камне представлены на трех языках, подобно Розеттскому камню.
Руфин в своей Церковной истории повествует, что святой Фрументий, раб и наставник молодого правителя, обратил его в христианство, таким образом зародилась Эфиопская православная церковь. К концу своего правления, около 350 года, Эзана начал кампанию против кушитов, в ходе которой царство Куш было уничтожено, что подтверждается различными надписями на древнеэфиопском языке геэз на камнях в Мероэ, столице государства Куш.